# Palazzo del Circolo dell'Unione
Il palazzo del Circolo dell'Unione è un palazzo situato in via Tornabuoni 7, a Firenze. È conosciuto anche come palazzo Corsi, palazzo della Commenda da Castiglione o palazzo Montauto

## Storia e descrizione
In questa zona avevano alcune case degli Ughi, poi dei Monaldi, vendute nel 1485 agli Strozzi e poi ai Sassetti, finché non vennero acquistate nel 1559 da Simone di Jacopo Corsi, che affidò i lavori per la creazione di un palazzo di famiglia a Giorgio Vasari, al quale succedette l'Ammannati.
L'architetto di Cosimo I de' Medici realizzò un sobrio prospetto in facciata, caratterizzato da più file di finestre incorniciate dalla pietra serena con motivi simili a quelle delle specchiere o delle cornici di dipinti. Il portale sormontato da terrazzo è uno dei primi esempi di questa combinazione a Firenze e fu ripreso in numerosi palazzi nei secoli successivi. 

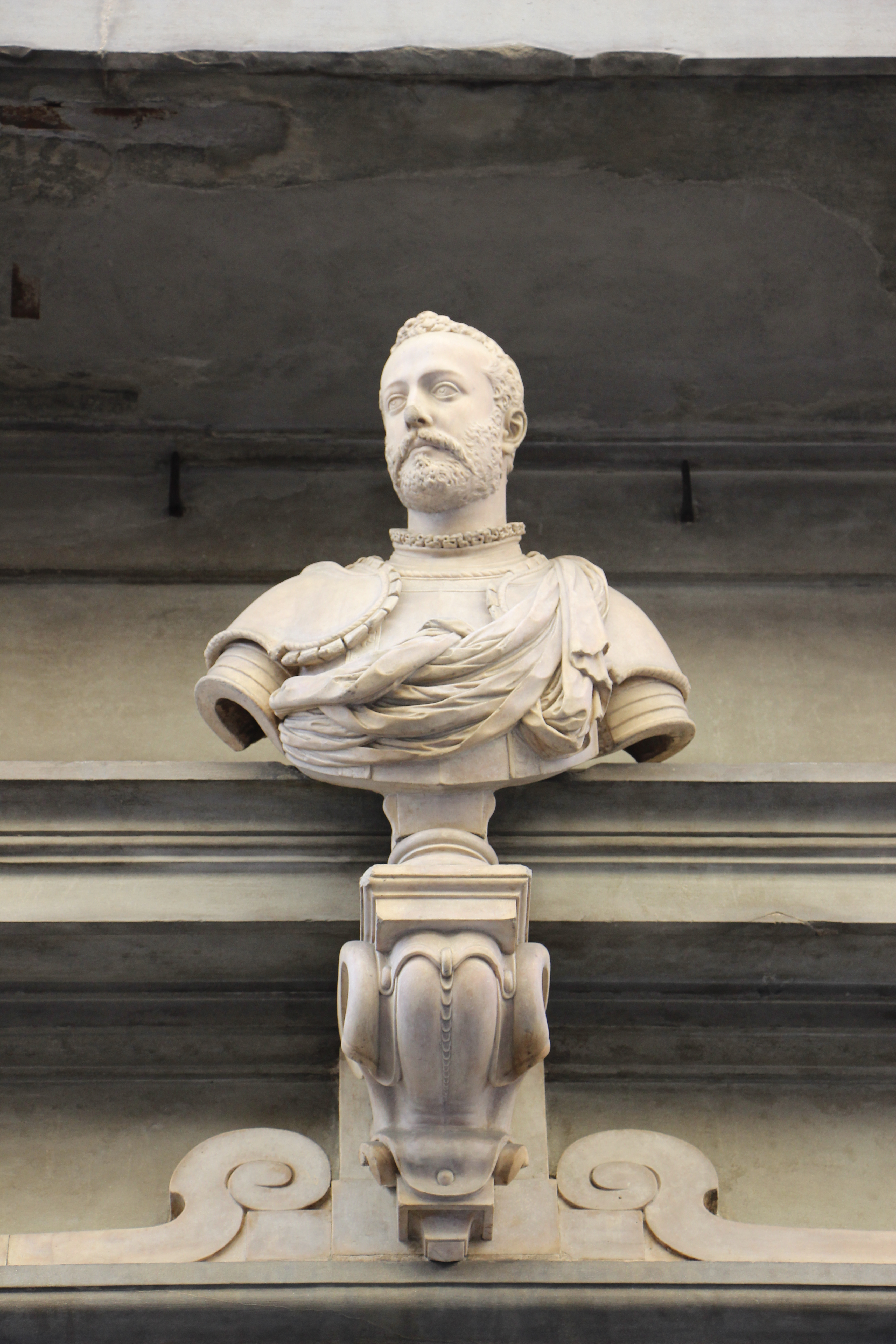
Busto di Francesco I, Giambologna

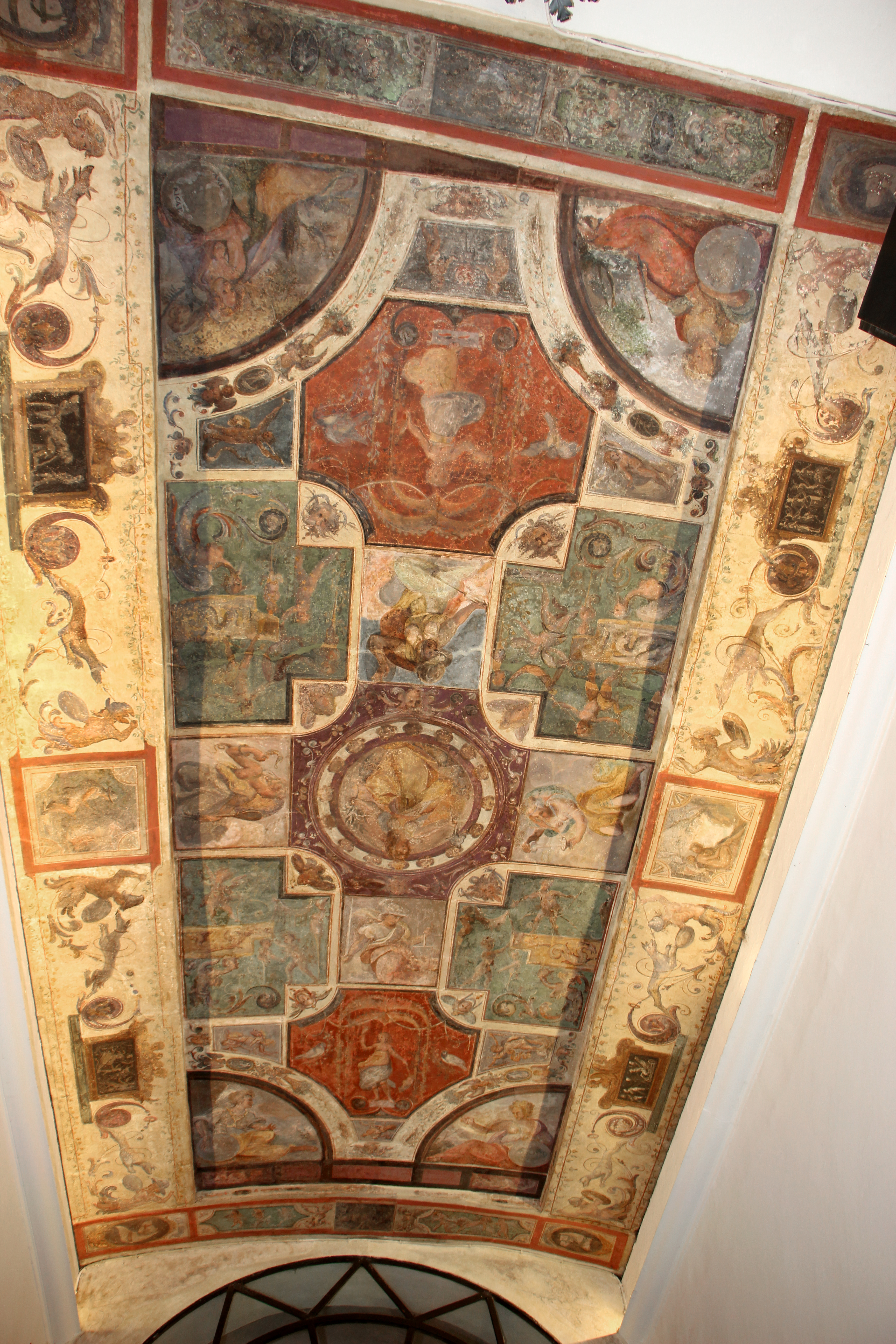
Grottesche nell'androne

Dalla fine del Cinquecento la facciata presentava anche una ricca decorazione ad affresco, come testimonia una veduta di autore anonimo e varie testimonianze tra le quali quella di Agostino Lapini che riportò nel suo Diario del 1596 come vi fossero raffigurati quattro ritratti di uomini illustri tra i quali Cosimo I. Di questo periodo restano forse le decorazioni a grottesche sulla volta dell'androne d'ingresso, nello stile vicino a quello di Bernardino Poccetti. Per Anton Francesco Grazzini, la facciata era la più bella di tutte le facciate dipinte della città.
I Corsi tennero il palazzo fino al 1780, passato poi ai Da Castiglione, che fecero installare il busto di Francesco I de' Medici di Giambologna sul portale, opera del 1577 legata alla concessione alla famiglia della Commenda dell'Ordine di Santo Stefano, da cui uno dei nomi del palazzo.
Nel 1790 fu acquistato dagli Uguccioni-Gherardi, che fecero ammodernare l'edificio dall'architetto Giulio Mannaioni. In questo periodo vennero anche decorate le sale prospicienti via Tornabuoni con affreschi di paesaggi agresti nei quali compaiono le proprietà rurali della famiglia come poggio Gherardo e villa Moreni. Tra i pittori che parteciparono alla decorazione vi furono Tommaso Gherardini, Agostino Fortini, Luigi Lorenzi, Pietro della Nave, Giuseppe Nobili e Domenico Fabbroni. Passò quindi ai Barbolani di Montauto nella cui famiglia pervennero, per via di Luisa e Emilia Uguccioni - sposate rispettivamente ai marchesi Ferdinando e Giovanni Barbolani di Montauto - i rami Uguccioni-Gherardi.
Il Circolo dell'Unione era originariamente un gruppo di amici del principe Anatolio Demidoff nato nel 1852 nella villa San Donato e che venne trasferito in questo palazzo nel 1853, prima di diventare Società Anonima per le Corse dei Cavalli e poi Jockey Club 1871. In quest'ultima occasione si fecero dei lavori di ammodernamento e fu rinnovato l'arredamento dal principe Ferdinando Strozzi. Dopo essersi tenute qui le riunioni del Circolo per molti decenni, nel 1920 il Circolo dell'Unione acquistò dai Montauto il palazzo ufficializzando il nuovo nome di "palazzo del Circolo dell'Unione" ormai in uso dal secolo precedente.
Il Circolo dell'Unione possiede tuttora il palazzo, che è in comproprietà dei soci. Nella cappella gentilizia del palazzo venne creato nel Novecento un sacrario per ricordare i soci caduti nelle guerre.